# Islote Jorge
Die Islote Jorge (spanisch) ist eine kleine Insel im Palmer-Archipel westlich der Antarktischen Halbinsel. Sie liegt 1,665 km ostnordöstlich von Buff Island nahe der westlichen Einfahrt zur Bismarck-Straße und bildet gemeinsam mit der Islote Edgardo die Gruppe der Walsham Rocks.
Ernesto González Navarrete, Leiter der 2. Chilenische Antarktisexpedition (1947–1948) benannte sie nach seinem Sohn Jorge.